# Facultad de Medicina de la Universidad Católica del Norte
La Facultad de Medicina de la Universidad Católica del Norte es una de las ocho facultades de dicha universidad.

## Carreras y campos clínicos

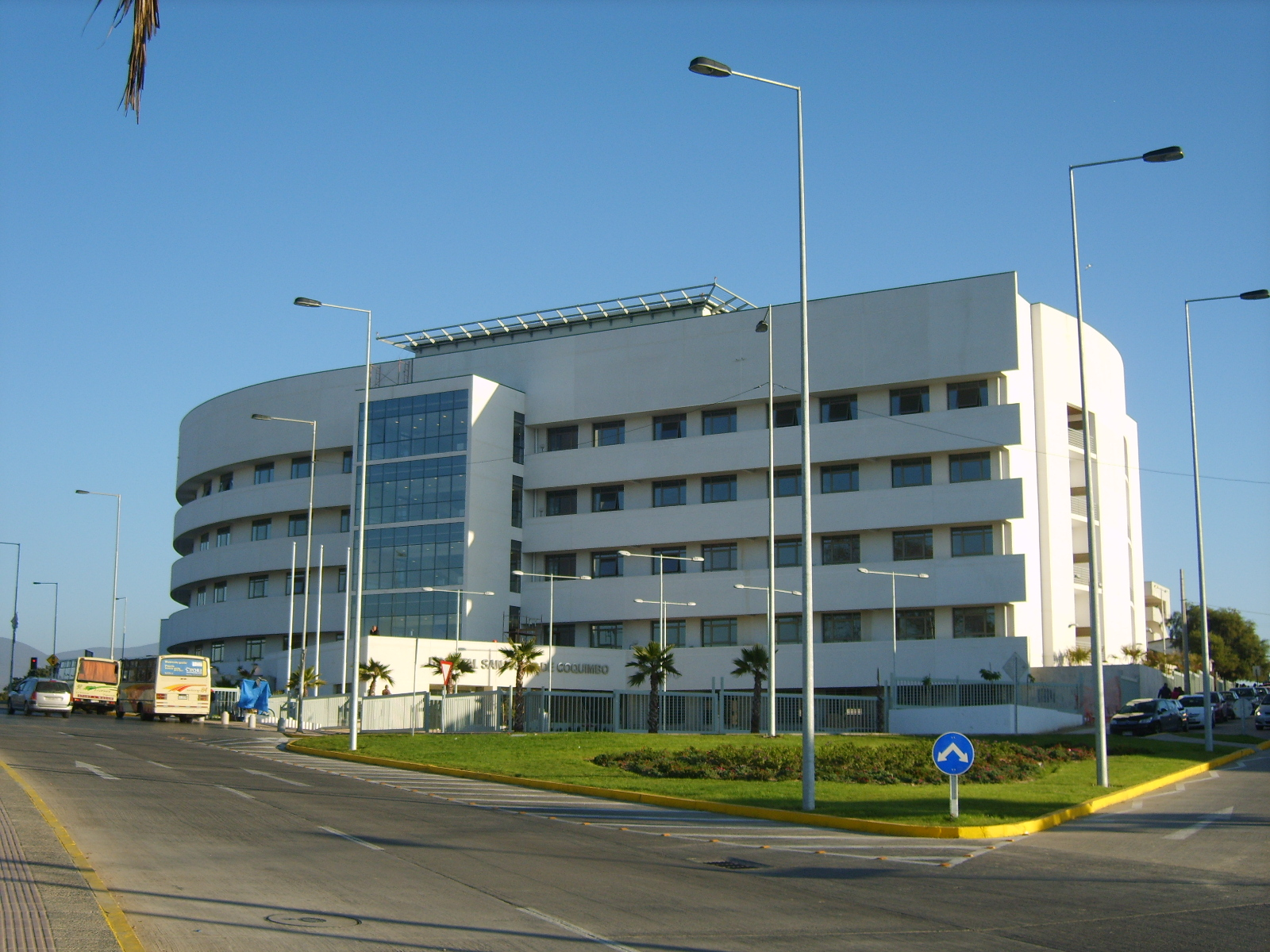
Hospital San Pablo de Coquimbo: Principal Campo Clínico de la Facultad de Medicina.

Esta facultad consta de las siguientes carreras:
- Medicina
- Kinesiología
- Enfermería
- Nutrición

Los campos clínicos con los que cuenta la universidad son el Hospital San Pablo de Coquimbo y el Hospital San Juan de Dios de La Serena además de los consultorios presentes en la conurbación. Cuenta además con formación de especialidades médicas en la carrera de medicina, como neurocirugía, radiología, psiquiatría infantojuvenil, psiquiatría adultos, pediatría, medicina interna, cirugía, entre otras. Por otra parte, cuenta con un programa de Magíster en Salud Pública y Diplomados en Educación en Ciencias de la Salud y Gestión en Prevención y Control de Infecciones Intrahospitalarias. Además de un doctorado en Ciencias Biomédicas. 
Las especialidades médicas ofrecidas son las siguientes:
- Medicina Interna
- Cirugía General
- Ginecología y Obstetricia
- Pediatría
- Neurocirugía
- Radiología
- Psiquiatría Adulto
- Psiquiatría Infantil
- Medicina de Urgencia
- Otorrinolaringología
- Neurología Adultos
- Neonatología (Especialidad derivada)
- Medicina Familiar

## Acreditación
En 2022 la Escuela de Enfermería recibe una acreditación de 6 años a través de la Agencia de Acreditación en Ciencias de la Salud. En 2024 se acredita la Escuela de Medicina por 6 años y a la Escuela de Kinesiología por un plazo de 6 años. En 2019 la Escuela de Nutrición recibe una acreditación por un plazo de 6 años.

## Extensión
La Facultad de Medicina de la UCN tiene un fuerte desarrollo deportivo. Destaca por ser la única Facultad de la Universidad Católica del Norte en tener una Selección de Fútbol diferente a la Selección de Fútbol de la Universidad. La Selección está compuesta totalmente por estudiantes de la facultad, principalmente por alumnos de Medicina y Kinesiología.
Destaca además la Liga FACMED, que es la única liga de futbolito de la Universidad. Su formato es todos contra todos, durante todo el año y en la cual participan más de 200 personas entre estudiantes, docentes, egresados y funcionarios de la facultad.[cita requerida]

## Otros lugares
- Auditorios
  - Arcángel San Rafael
  - Juan Pablo II
  - Padre Alberto Hurtado
  - Cardenal Raúl Silva Henríquez
  - Centro de Simulación Clínica UCN
  - Campus San Pablo
  - Campus La Serena

- Escuelas
  - Escuela de Enfermería[9]
  - Escuela de Kinesiología[10]
  - Escuela de Medicina[11]
  - Escuela de Nutrición y Dietética[12]

- Departamentos
  - Departamento de Ciencias Biomédicas[13]
  - Departamento de Clínica[14]
  - Departamento de Salud Pública[15]